# Pathologisation de l'homosexualité
La pathologisation de l'homosexualité est l'ensemble des discours médicaux, psychiatriques ou psychanalytiques ayant interprété l'homosexualité comme une maladie, notamment mentale. Apparue au XIXe siècle, cette conception a influencé la perception sociale de l'homosexualité, les pratiques thérapeutiques et la classification nosographique des sexualités.
La pathologisation de l'homosexualité varie selon les époques, les contextes nationaux et les courants médicaux : l'homosexualité masculine est longtemps considérée comme plus répréhensible et davantage étudiée que le lesbianisme, souvent réduit à un rejet de la féminité. Au XXe siècle, la psychanalyse et la psychiatrie l'institutionnalisent dans des classifications officielles comme le DSM ou la CIM.
À partir des années 1950, la pathologisation de l'homosexualité est contestée par des associations militantes ainsi que par des scientifiques. Cette mobilisation s'intensifie après les émeutes de Stonewall en 1969 et aboutit à une dépsychiatrisation. L'homosexualité est retirée du DSM en 1973, et de la CIM en 1990.
Aujourd'hui, l'homosexualité est reconnue comme une variation normale de la sexualité humaine par les principales instances médicales internationales. Toutefois, certains discours, notamment religieux, continuent d'entretenir des représentations pathologisantes. Ce phénomène historique a eu des effets durables sur la santé mentale des personnes homosexuelles et constitue un cas emblématique de la manière dont la médecine peut participer à la production et à la légitimation de normes sociales.

## Naissance du concept médical
À partir du XIXe siècle, les relations homosexuelles, après avoir été perçues pendant plusieurs siècles comme un péché, notamment par le christianisme, sont interprétées par la médecine comme une anomalie ou un trouble. Cette médicalisation s'inscrit dans un contexte plus large de biologisation et de rationalisation du vivant, caractéristique des sociétés industrielles occidentales. Elle marque une évolution majeure : l'homosexualité cesse d'être seulement une faute morale ou légale pour devenir un objet de savoir médical, pouvant être diagnostiqué, classé et potentiellement traité.

### Définition de l'homosexualité par la médicalisation

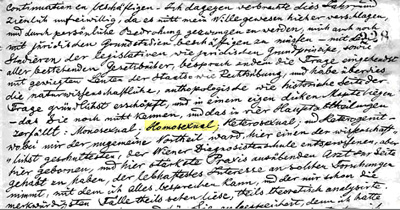
Première utilisation des mots « Homosexual » et « Heterosexual » dans une lettre de Kertbeny en 1868.

La notion d'homosexualité naît d'une médicalisation des relations sexuelles entre hommes. Dans les années 1860, le juriste allemand Karl Heinrich Ulrichs et le journaliste hongro-autrichien Karl-Maria Kertbeny définissent l'homosexualité comme une inversion du désir sexuel. Ulrichs introduit en 1864 le terme « uranien », tandis que Kertbeny emploie pour la première fois le terme « homosexuel » dans une lettre adressée à Ulrichs en 1868. Tous deux considèrent que l'absence de désir hétérosexuel entraîne des relations stériles, interprétées comme un état pathologique dans un contexte où la théorie darwiniennes sur l'évolution des espèces domine les milieux scientifiques de l'époque, qui valorisent la reproduction.
Ulrichs et Kertbeny entendent défendre l'homosexualité, alors fermement réprimée par la loi prussienne, en la plaçant au même niveau que les relations sexuelles non procréatives hétérosexuelles, comme la masturbation,. Le terme « homosexualité » apparaît ainsi dans un tract diffusé en 1869 par Kertbeny pour contester l'adoption de la loi contre « la fornication non naturelle » en Allemagne.
La médicalisation de l'homosexualité s'inscrit également dans un contexte de constitution de la psychiatrie comme discipline médicale distincte, encore en concurrence avec le droit et la religion. Elle s'articule à un pouvoir disciplinaire pour justifier la surveillance sociale des comportements sexuels perçus comme déviants, qu'elle place dans un continuum entre normal et pathologique, selon une logique quantitative qui associe l'écart de la norme à une forme de désordre à corriger. Dans ce cadre, les pratiques sexuelles non reproductives sont progressivement stigmatisées,. La notion de « perversions de l'instinct sexuel » apparaît dans les écrits médicaux dès les années 1820, marquant l'émergence d'une nomenclature psychiatrique appliquée à la sexualité.

### Classification de l'homosexualité comme perversion
À partir de la fin des années 1840, cette catégorisation se précise. En 1849, l'aliéniste Claude-François Michéa propose dans Des déviations maladives de l'appétit vénérien de recatégoriser les « perversions de l'instinct sexuel » en « perversions sexuelles », en intégrant explicitement l'homosexualité masculine à cette classification nosographique. Cette reconfiguration conceptuelle se déploie dans une société marquée par une morale bourgeoise productiviste. Dans la hiérarchisation des pratiques sexuelles, qui relève davantage de la morale que du médical, l'homosexualité est d'ailleurs plus tolérée que la masturbation. Cette dynamique s'inverse à la fin du XIXe siècle, lorsque la sexualité devient un objet d'étude psychiatrique autonome, tandis que la psychiatrie, jusque-là principalement centrée sur la folie, commence à s'intéresser plus directement aux sexualités,. 
En 1857, le médecin légiste Auguste Ambroise Tardieu publie un tableau clinique dans Étude médico-légale sur les attentats aux mœurs, dans lequel il tente de systématiser les signes physiques de l'homosexualité. Il propose notamment une distinction de nature entre les hommes homosexuels dits passifs et actifs, contribuant à fixer une typologie médicale de l'inversion sexuelle.

## Psychiatrisation et psychanalyse
À partir de la fin du XIXe siècle et durant la première moitié du XXe siècle, l'homosexualité devient un objet d'étude central pour la psychiatrie et la psychanalyse. Ces disciplines contribuent à la constitution de classifications, de modèles explicatifs et de pratiques cliniques.

### Consolidation médico-légale et psychiatrisation (1860–1900)
À partir de la seconde moitié du XIXe siècle, les discours médicaux sur l'homosexualité se structurent autour de catégories psychiatriques et légales, en lien avec les théories de la dégénérescence et du darwinisme social. La psychiatrisation de l'homosexualité se développe, à l'origine, principalement en Allemagne, dans les années 1860-1880. Sous la IIIe république, en France, les médecins légistes puis les psychiatres jouent un rôle majeur dans la criminalisation de l'homosexualité : l'homophobie institutionnalisée passe, par leur action, du cadre religieux au cadre légal et médical.
Pour certains auteurs contemporains, cette évolution constitue une forme de transfert idéologique. Thierry Delessert évoque la pathologisation de l'homosexualité comme « emblématique du transfert du vice chrétien dans la santé, mais aussi d’une médicalisation à des fins politiques ». Daniel Borrillo et Caroline Mécary rappellent que cette pratique est, par définition, homophobe : « La recherche des causes de l'homosexualité constitue en soi une forme d'homophobie puisqu'elle se fonde sur le préjugé qui suppose l'existence d'une sexualité normale, achevée et complète, à savoir l'hétérosexualité monogamique en fonction de laquelle toutes les autres sexualités doivent être interprétées et jugées ».
Le psychiatre autrichien Richard von Krafft-Ebing popularise la notion de perversion sexuelle dans Psychopathia sexualis en 1886, et classe l'homosexualité parmi les « paresthésies » (terme employé par Krafft-Ebing pour désigner une « libido dévoyée »). Il y distingue l'« homosexualité acquise » d'un « sentiment homosexuel en tant que manifestation anormale et congénitale », auquel il consacre une large part de son ouvrage (134 pages sur 432 dans l'édition britannique de 1894). Il propose également une classification typologique de l'homosexualité en quatre grands types. Krafft-Ebing avance également l'hypothèse que l'homosexualité serait due à une anomalie héréditaire de l'organisation cérébrale.
L'approche de Krafft-Ebing est partagée par d'autres médecins, dont Carl Friedrich Otto Westphal et Arrigo Tamassia (it), qui militent pour une dépénalisation des actes homosexuels, tout en les considérant comme le symptôme d'une « monomanie affective ». Le psychiatre Emil Kraeplin, quant à lui, assimile progressivement l'homosexualité à une forme de psychose dans ses rééditions de son Traité de psychiatrie publiées entre 1883 et 1909.

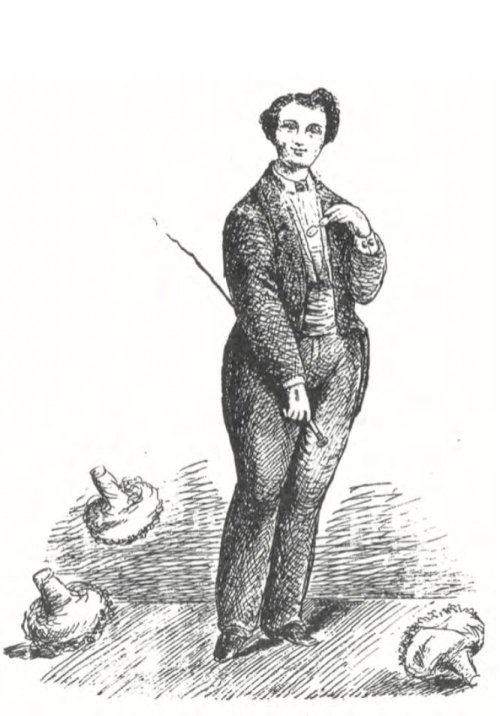
Représentation d'une femme lesbienne sous des traits masculins, illustration pour l'autobiographie d'Arthur Belorget, utilisée à des fins cliniques (1895).

Parallèlement, la sexologie intègre les théories du darwinisme social pour établir une hiérarchie entre les sexes et les sexualités. L'homosexualité y est pensée comme une menace sociale et biologique. Les représentations de l'homme homosexuel se cristallisent autour d'une figure stéréotypée, féminisée et reconnaissable à certains traits morphologiques, tandis que le lesbianisme est envisagé comme un rejet des hommes et de la féminité. Ces descriptions médicales d'inversion sexuelle prolongent en partie des imaginaires moraux hérités de la rhétorique religieuse sur la sorcellerie.
En France, cette pathologisation aboutit parfois à des internements. Elle concerne aussi bien les hommes que les femmes, avec une attention particulière portée à l'homosexualité féminine. Dans la fiction littéraire, comme dans Mademoiselle Giraud, ma femme ou La Comtesse de Chalis d'Adophe Belot, les protagonistes lesbiennes sont représentées comme atteintes de troubles mentaux menant à leur disparition ou à leur mort. Plusieurs autobiographies de personnes homosexuelles ou transgenres sont publiées à cette époque dans des ouvrages médicaux. Le récit d'Arthur Belorget, dit la Comtesse, constitue un exemple de ce type de témoignage utilisé à des fins cliniques.
Au début du XXe siècle, les considérations somatiques sont abandonnées au profit d'hypothèses psychologiques et psychanalytiques, les caractéristiques physiques étant alors considérées comme la conséquence matérielle d'un désordre mental. En 1906, cependant, dans « Le traitement psychologique de l'homosexualité basée sur la rééducation sensorielle », le psychiatre français Edgar Bérillon lie l'homosexualité à une déficience de l'odorat de du goût, qui empêcherait les personnes homosexuelles de sentir les personnes de sexe opposé, et donc d'être attirées par elles,.

### Théories psychanalytiques
Au cours du XXe siècle, la psychanalyse joue un rôle central dans la construction et la diffusion de modèles interprétatifs de l'homosexualité. Ces théories, souvent issues ou dérivées des écrits freudiens, contribuent à enraciner une vision pathologisante de l'homosexualité dans le champ médical et dans l'imaginaire collectif.

#### Théories freudiennes sur l'homosexualité
Sigmund Freud aborde l'homosexualité à partir de 1905 dans Trois essais sur la théorie sexuelle, où il la nomme « inversion ». Il l'interprète comme une névrose résultant d'un arrêt du développement psycho-affectif, susceptible d'être congénitale, acquise ou absolue. Il propose plusieurs explications causales, notamment un lien avec le complexe d'Œdipe, théorie impliquant des désirs incestueux,. Freud ne considère toutefois pas l'homosexualité comme une pathologie au sens strict, et affirme que les différentes « perversions sexuelles » ne relèvent pas nécessairement de la maladie, une position très minoritaire dans le milieu médical de l'époque. Il ne condamne pas pour autant la pathologisation de l'homosexualité. Ses écrits influencent durablement les courants psychanalytiques ultérieurs, qui reprennent ses cadres conceptuels.

#### Théories psychanalytiques
L'héritage des théories freudiennes contribue à l'élaboration d'une lecture durablement pathologisante de l'homosexualité dans la tradition psychanalytique. Au long du XXe siècle, celle-ci est fréquemment interprétée comme un trouble mental, associée à des causes psychiques telles que la « négation de l'autre », le « refus de l'altérité », la « stagnation narcissique » ou encore le « déni de la réalité de la castration ». Certaines hypothèses, comme celle du père absent ou du complexe d'Œdipe inversé, bien qu'aujourd'hui réfutées par les sciences médicales, continuent d'être véhiculées dans une partie du champ psychanalytique et de l'opinion publique,.
Dans les années 1940, plusieurs disciples de Freud, dont Edmund Bergler, Irving Bieber (en) et Charles W. Socarides, renforcent cette pathologisation. Ils décrivent l'homosexualité comme un trouble psychiatrique et lui attribuent des stéréotypes négatifs, employant des termes tels que « mégalomane, avec une malice flottante, un manque de fiabilité et une suffisance ».

#### Position de Lacan sur l'homosexualité
Dans Le Transfert (volume VIII de son Séminaire), Lacan qualifie explicitement l'homosexualité de « perversion »,. Cette position, marquée par des stéréotypes négatifs, contraste avec l'image d'une psychanalyse lacanienne neutre sur les questions de genre et de sexualité. Le sociologue et philosophe Didier Eribon souligne la dimension homophobe de l'œuvre théorique de Lacan, malgré l'absence d'une pathologisation clinique systématique de l'homosexualité dans son enseignement.
Certaines interprétations lacaniennes nuancent toutefois cette lecture. Des défenseurs de Lacan avancent que celui-ci ne considère pas l'homosexualité et l'hétérosexualité comme des catégories fixes ou hiérarchisées, mais comme des modalités variables de positionnement par rapport à la fonction symbolique du désir,.

### Institutionnalisation psychiatrique et classifications officielles (1900-1950)
Durant les années 1900, la recherche médicale s'intéresse de manière accrue à l'homosexualité, encore largement envisagée comme une pathologie. En Allemagne, plus d'un millier d'articles scientifiques lui sont consacrés entre 1898 et 1908. Aux États-Unis, 566 articles portant sur les « perversions » lesbiennes sont publiés entre 1896 et 1916. Cette production contribue à renforcer l'approche psychiatrique de l'homosexualité, en l'inscrivant dans les catégories nosographiques de l'époque.
Certains penseurs, comme Karl-Maria Kertbeny, influencent l'évolution de ces représentations, qui affirme le caractère inné et permanent de l'homosexualité. En parallèle, des proto-sexologues contestent les lectures strictement pathologisantes. Havelock Ellis et Magnus Hirschfeld valorisent les témoignages de personnes queers dans leur démarche scientifique. Hirschfeld élabore en 1910 la théorie des « étapes intermédiaires » (Zwischenstufen), qui distingue sexe, genre et sexualité comme catégories distinctes et naturalisées. Il propose une conception de l'homosexualité comme « troisième sexe » naturel. Cette approche marque une rupture avec la logique des perversions, perçues jusque-là comme des déviations quantitatives à corriger, et relativise leur prétendue dangerosité sociale.
Malgré ces remises en question, les classifications médicales continuent de pathologiser l'homosexualité. Richard von Krafft-Ebing et Havelock Ellis sont les premiers à catégoriser spécifiquement l'attirance homosexuelle féminine, qu'ils associent à des troubles mentaux, notamment à la démence. Ellis considère que les « vraies inverties », parmi les lesbiennes, rejettent le rôle social attendu des femmes (féminines, soumises et « domestiques »). Bien que leurs théories soient aujourd'hui discréditées, elles ont contribué à façonner durablement les représentations médicales du lesbianisme.

#### Classifications psychiatriques internationales (DSM, CIM)
L'institutionnalisation de ces conceptions se met en place avec les premiers manuels psychiatriques. En 1918, le Statistical Manual for the Use of Institutions of the Insane, précurseur du Manuel diagnostique et statistique des troubles mentaux (DSM), inclut l'homosexualité parmi les « perversions sexuelles », dans la catégorie plus large de « constitutional psychopathic inferiority (without psychosis) » (« infériorité psychopathique constitutionnelle (sans psychose) »).
En 1935, l'American Medical Association classe l'homosexualité comme une « personnalité psychopathique » et une « sexualité pathologique » dans le Standard Classified Nomenclature of Disease, sous l'influence des travaux d'Emil Kraeplin. Cette classification est renforcée en 1948, lorsque l'Organisation mondiale de la santé (OMS) intègre l'homosexualité dans la sixième révision de la Classification internationale des maladies (CIM). 
La psychiatrisation s'intensifie dans les années 1950. En 1952, la première édition du Manuel diagnostique et statistique des troubles mentaux (DSM-I) de l'American Psychiatric Association (APA) définit l'homosexualité comme une perturbation pathologique des émotions,. Trois ans plus tard, la CIM-7 (1955) classe l'homosexualité parmi les « perversions sexuelles ».

## Dépathologisation progressive
Durant la seconde moitié du XXe siècle, les militants pour les droits LGBT+ s'opposent la pathologisation de l'homosexualité. Ils sont appuyés par plusieurs scientifiques, dont Alfred Kinsey et Evelyn Hooker. Malgré une résistance de certains professionnels, notamment dans le champ psychanalytique, cette mobilisation aboutit au retrait de l'homosexualité dans les classifications nosographiques internationales.

### Premières remises en question (années 1950-1960)
À la fin des années 1950, les premiers mouvements de contestation de la pathologisation de l'homosexualité émergent. Aux États-Unis, des associations lesbiennes telle que les Daughters of Bilitis (DoB) se forment pour offrir des espaces de discussion aux femmes homosexuelles. Ces groupes remettent parfois en cause la conception de l'homosexualité comme trouble psychiatrique et encouragent une réflexion collective sur sa nature.
Parallèlement, certains professionnels, tels que le psychiatre Trevor Charles Noel Gibbens et le sexologue Alfred Kinsey, s'opposent à la pathologisation de l'homosexualité, et demandent l'arrêt de sa criminalisation.
En 1957, la psychologue Evelyn Hooker, dans son article « Adjustment of the Male Overt Homosexual », conclut que les hommes s'identifiant comme homosexuels ont des profils psychologiques indiscernables de ceux des hétérosexuels. Elle soutient que les recherches qui considère l'homosexualité comme une pathologie mentale établissent une corrélation trompeuse, en n'étudiant que des homosexuels ayant des antécédents de prise en charge psychologique,. Ses travaux contribuent par la suite à changer l'attitude de la communauté des psychologues envers l'homosexualité, bien que d'autres études s'y soient opposées dans les années 1960.
En 1968, le DSM-II reclasse l'homosexualité dans la catégorie des « déviations sexuelles » (sexual deviation) et supprime l'ambiguïté entretenue dans le DSM-I pour présenter clairement l'homosexualité comme un trouble psychique,. Cette décision est influencée par la position des psychanalystes. La France adopte cette classification en 1968.

### Retrait dans les classifications internationales (années 1970-1990)

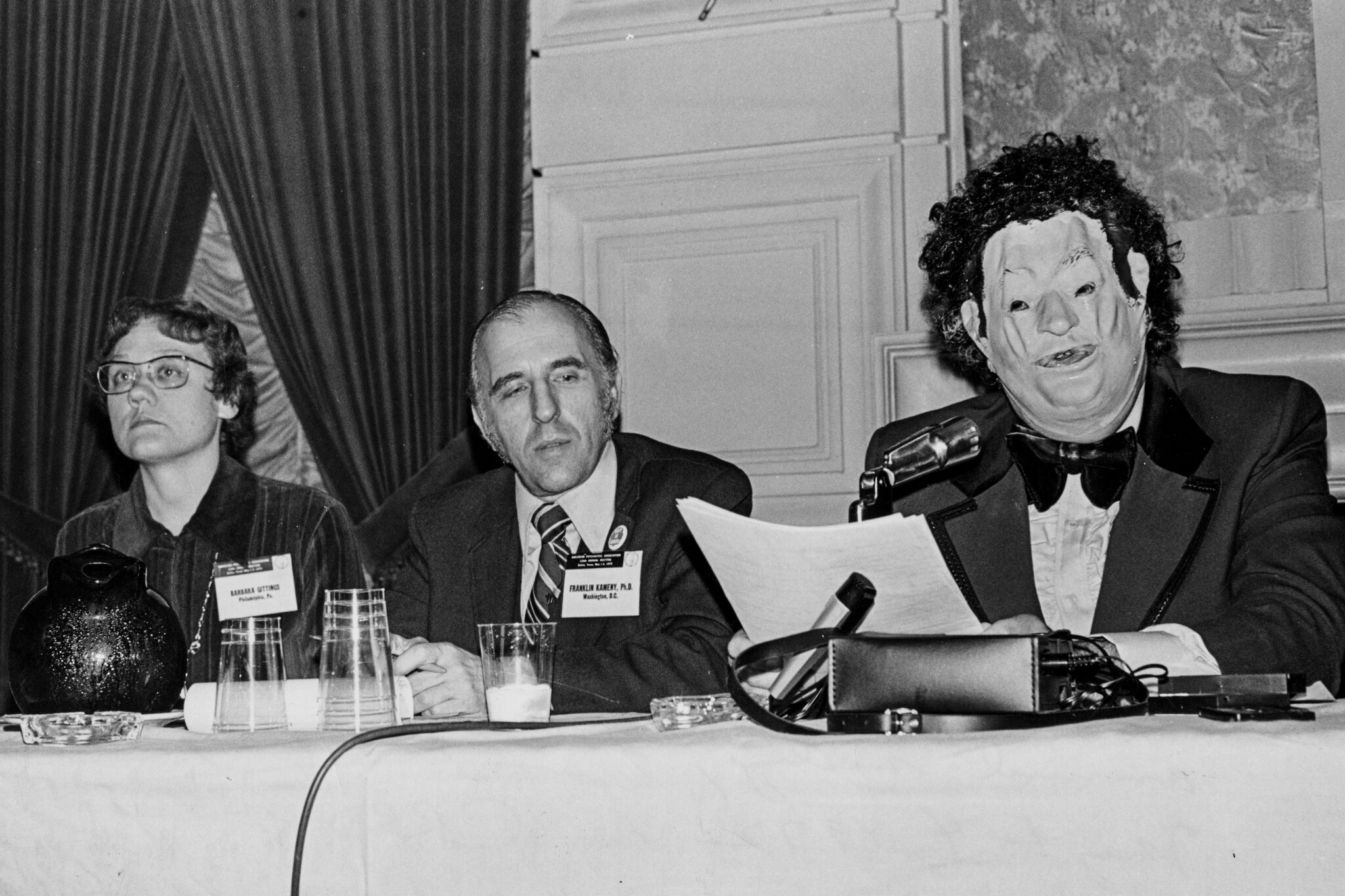
Intervention de John E. Fryer au congrès de l'APA en 1972.

Les mobilisations militantes contre la pathologisation de l'homosexualité s'intensifient, notamment après les émeutes de Stonewall en 1969. À partir de 1970, des militants interrompent les congrès annuels de l'APA, pour dénoncer la responsabilité de la psychiatrie dans l'ostracisation des homosexuels. En 1972, le psychiatre homosexuel John E. Fryer (en) témoigne anonymement de la stigmatisation subie par ses pairs au sein de la profession. Ces protestations s'inscrivent dans un contexte plus large de remise en cause du pouvoir psychiatrique par le mouvement antipsychiatrique.
Face aux mobilisations, le psychiatre Robert Spitzer propose le retrait de l'homosexualité du DSM au profit du diagnostic de « trouble de l'orientation sexuelle » (sexual orientation disturbance). Cette décision est votée en 1973, puis confirmée par référendum en 1974 et incluse dans la septième édition du DSM-II, en 1974. Si certains, comme le psychiatre Richard Green (en), dénoncent le maintien d'un biais homophobe, la décision est largement saluée par les militants comme une victoire historique. L'APA publie alors une déclaration appelant à mettre fin aux discriminations, sans toutefois reconnaître l'homosexualité comme une variation normale de la sexualité.
Dans le DSM-III, publié en 1980, l'homosexualité n'est plus classée comme une pathologie en soi, mais demeure présente sous la forme du diagnostic d'« orientation sexuelle égodystonique », caractérisée comme une perception de l'orientation sexuelle causant une anxiété et un désir pour l'individu de changer ou modifier son orientation sexuelle. Ce diagnostic s'inscrit dans une nouvelle catégorie, celle des « troubles psychosexuels », qui regroupe également les troubles de l'identité de genre, les paraphilies et les dysfonctions sexuelles. L'inclusion de cette forme atténuée de pathologisation résulte de débats internes à l'APA, marqués par une opposition persistante entre psychiatres partisans de la dépathologisation complète et défenseurs d'une position intermédiaire. Le compromis proposé par Robert Spitzer, responsable de la rédaction du DSM-III, visait à reconnaître la souffrance de certains individus sans considérer l'homosexualité elle-même comme une pathologie. Néanmoins, ce maintien partiel a été critiqué, notamment parce qu'il a contribué à légitimer la poursuite des thérapies de conversion.
En 1987, l'APA publie le DSM-III-R, une version largement révisée du DSM-III, qui supprime le diagnostic d'« orientation sexuelle égodystonique ». À la place, la « détresse persistante et marquée concernant son orientation sexuelle » est introduite dans la catégorie générale des « troubles sexuels non spécifiés ». Cette évolution, conservée dans le DSM-IV (1994) et le DSM-IV-TR (2000), intervient dans un contexte où de plus en plus de critiques soulignent que les précédentes classifications reposaient sur des compromis politiques plutôt que sur des fondements scientifiques solides, et que l'homosexualité ne répond pas aux critères d'un trouble psychique. L'APA reconnaît également que les thérapies prétendant « guérir » l'homosexualité sont inefficaces.
Malgré la disparition du terme « homosexualité » dans les libellés diagnostiques, des professionnels de santé continuent de recourir à la catégorie « trouble sexuel non spécifié » pour traiter des personnes homosexuelles et bisexuelles exprimant une détresse liée à leur orientation, prolongeant la logique de pathologisation.
La CIM-10, adoptée le 17 mai 1990, mise en application le 1er janvier 1993 et utilisée par les états membres de l'OMS à partir de 1994, exclut l'homosexualité de la liste des maladies mentales,. L'introduction précise : « les troubles de la préférence sexuelle sont nettement différenciés des troubles de l'identité sexuelle. L'homosexualité, en elle-même, n'est plus considérée comme une catégorie ».

### Résistances et persistance en psychanalyse
Dans les années 1990, la psychiatrie commence à prendre ses distances avec les théories traditionnelles sur les sexualités dites « déviantes », mais sans remise en question globale de son approche héritée du XIXe siècle. La psychanalyse, quant à elle, reste largement imperméable aux évolutions sociales et scientifiques concernant l'homosexualité. À cette époque, elle maintient majoritairement une conception pathologisante, en l'absence de pressions militantes directes équivalentes à celles subies par la psychiatrie. Ce maintien est favorisé par les conditions mêmes d'accès au métier de psychanalyste (par le biais d'une analyse personnelle rarement remise en question), ainsi que par le succès institutionnel rencontré par la psychanalyse en France. 
Dans les années 2000, la position de la psychanalyse concernant l'homosexualité est de plus en plus contestée, notamment à partir de 2002 à la suite de la parution du premier article scientifique français critiquant explicitement l'homophobie dans le discours psychanalytique (« Psychanalyse et homosexualité : réflexions sur le désir pervers, l'injure et la fonction paternelle » d'Élisabeth Roudinesco et François Pommier, publié dans Cliniques méditerranéennes). La psychanalyse est alors considérée comme en retard par rapport aux transformations sociales et éthiques survenues depuis les années 1970, et sa pratique recule progressivement dans les institutions de soin, concurrencée par les thérapies comportementales et cognitives.
Les différentes orientations non-hétérosexuelles sont désormais largement reconnues comme des variations normales de la sexualité humaine.

## Conséquences

### Thérapies de conversions
Les thérapies de conversion, pensées comme un « traitement » de l'homosexualité, se développent à partir du milieu du XIXe siècle : elles consistent alors principalement en l'administration de drogues anesthésiantes. Durant la première moitié du XXe siècle, des traitements psychiatriques lourds sont utilisés (électrochocs, lobotomies, internement...). Dans les années 1960 apparaissent les techniques aversives, qui utilisent des stimuli négatifs parfois violents.
Ces thérapies sont considérées, depuis les années 1990, comme relevant des pseudosciences, inadaptées aux problèmes des personnes homosexuelles et transgenres et engendrant des conséquences négatives graves et durables sur les personnes homosexuelles. Pour Victor Madrigal Borloz, « les thérapies de conversion peuvent être assimilées à des actes de torture ». Elles sont interdites par le Code pénal français depuis le 31 janvier 2022.

### Santé mentale des personnes homosexuelles
La considération des personnes homosexuelles comme malades, anormaux, voire dangereux contribue à leur stigmatisation et leur marginalisation, au niveau institutionnel. La pathologisation a historiquement servi d'outil de contrôle social, en particulier pour exclure les personnes homosexuelles de certaines sphères sociales.
Participant à l'homophobie systémique, la pathologisation de l'homosexualité contribue à la dégradation de la santé mentale des personnes homosexuelles, notamment par la culpabilisation.

### Pathologisation de la transidentité
Sous l'influence de l'homophobie allemande des années 1920-1930, et celle des théories psychanalytiques, le consensus médical et psychiatrique français pathologise la transidentité au XXe siècle.

## Controverses récentes
Malgré la reconnaissance de la diversité des orientations sexuelles comme variations normales de la sexualité humaine, des représentations pathologisantes de l'homosexualité persistent dans certains discours médicaux, religieux ou institutionnels.
À la fin des années 2010, lors des débats sur l'ouverture de la procréation médicalement assistée (PMA) aux couples de femmes et aux femmes célibataires en France, plusieurs discours publics ont repris des arguments psychanalytiques associant l'homosexualité à une forme de trouble du développement. Ces prises de position traduisent la persistance de modèles interprétatifs pathologisants dans une partie de l'opinion publique et du champ médico-psychologique.
En 2018, le pape François Ier déclare, lors d'une conférence de presse donnée le 26 août, que les parents dont les enfants présentent des « tendances homosexuelles » devraient envisager un recours à la psychiatrie. Cette déclaration suscite des réactions critiques, notamment de la part du Syndicat des psychiatres français, qui affirme que l'homosexualité ne constitue pas une maladie mentale.
Par ailleurs, certaines pratiques thérapeutiques revendiquent encore explicitement une visée corrective à l'égard de l'homosexualité. En 2011, une association allemande de médecins catholiques propose un traitement homéopathique pour « guérir l'homosexualité »,. En 2018, le médecin-homéopathe Jean-Yves Henry décrit sur son site une prise en charge semblable, suscitant une vive opposition en ligne et de la part de l'association SOS Homophobie ainsi que du président du Syndicat national des médecins homéopathes,. 